# Dawid Jarka
Dawid Jarka (ur. 15 sierpnia 1987 w Świerklańcu) – polski piłkarz, który występuje na pozycji napastnika w klubie Przemsza Siewierz. Reprezentant Polski U-20 i wcześniejszych kategorii wiekowych. Od 2003 posiada także obywatelstwo niemieckie.

## Kariera
Swoją karierę rozpoczynał w zespole Unia Świerklanec. Następnie grał w juniorskich drużynach Polonii Bytom i Gwarka Zabrze. W roku 2005 został włączony do pierwszego składu tego ostatniego klubu. Został wypożyczony do greckiego klubu AE Larisa, gdzie nie zagrał w żadnym meczu.
Przed sezonem 2006/2007 wykupił go z Gwarka Górnik Zabrze. W Górniku początkowo grał jako wchodzący rezerwowy, później w podstawowym składzie. Jarka zagrał w rundzie jesiennej siedem spotkań, nie zdobywając gola. Kiedy do łódzkiego Widzewa przeniósł się Arkadiusz Aleksander, Jarka zaczął często wychodzić w podstawowym składzie i stał się jednym z podstawowych graczy Trójkolorowych. W sezonie 2006/2007 Dawid Jarka zagrał w 18 meczach, zdobywając 3 gole. W meczu z Polonią Bytom, 14 września 2007 strzelił hat-tricka w 30 minut. W meczu z Zagłębiem Sosnowiec w 10. kolejce zdobył 4 gole. W sezonie 2007/2008 zagrał w 29 meczach, strzelając 11 goli. W sumie w ekstraklasie zagrał 65 meczów i zdobył 17 goli.
Jesienią w sezonie 2008/2009 był wypożyczony do Łódzkiego Klubu Sportowego, gdzie zagrał w dziesięciu meczach, strzelając 2 gole. Zimą 2009 wrócił z wypożyczenia do Górnika Zabrze. W lutym 2010 został wypożyczony do Ruchu Radzionków.
Po sezonie 2009/2010 Ruch Radzionków definitywnie wykupił piłkarza z Górnika Zabrze. Po sezonie 2010/2011 Dawid Jarka rozwiązał kontrakt z Ruchem Radzionków. Jednak tego samego dnia podpisał kontrakt z GKS Katowice. W sezonie 2012/13 zawodnik występował w klubie GKS Tychy. W sezonie 2015/2016 dołączył do klubu Gwarek Tarnowskie Góry, a w sezonie 2022/2023 do LKS Belk. W rundzie wiosennej sezonu 2022/2023 dołączył do Przemszy Siewierz.

## Statystyki klubowe
Aktualne na stan 28.06.2023
| Klub                   | Sezon              | Liga               | Liga  | Liga   | Puchar kraju | Puchar kraju | Inne  | Inne   | Suma  | Suma   |
| Klub                   | Sezon              | Liga               | Mecze | Bramki | Mecze        | Bramki       | Mecze | Bramki | Mecze | Bramki |
| ---------------------- | ------------------ | ------------------ | ----- | ------ | ------------ | ------------ | ----- | ------ | ----- | ------ |
| Górnik Zabrze          | 2006/2007          | Ekstraklasa        | 18    | 3      | 1            | 0            | 5     | 1      | 24    | 4      |
| Górnik Zabrze          | 2007/2008          | Ekstraklasa        | 29    | 11     | 1            | 0            | 5     | 2      | 35    | 13     |
| Górnik Zabrze          | 2008/2009 w        | Ekstraklasa        | 8     | 1      | 0            | 0            | –     | –      | 8     | 1      |
| Górnik Zabrze          | 2009/2010 j        | I liga             | 5     | 1      | 1            | 0            | –     | –      | 6     | 1      |
| Górnik Zabrze          | Ogólnie            | Ogólnie            | 60    | 16     | 3            | 0            | 10    | 3      | 73    | 19     |
| ŁKS Łódź               | 2008/2009 j        | Ekstraklasa        | 10    | 2      | 2            | 0            | 4     | 0      | 16    | 2      |
| ŁKS Łódź               | Ogólnie            | Ogólnie            | 10    | 2      | 2            | 0            | 4     | 0      | 16    | 2      |
| Ruch Radzionków        | 2009/2010 w        | II liga            | 11    | 5      | 0            | 0            | –     | –      | 11    | 5      |
| Ruch Radzionków        | 2010/2011          | I liga             | 31    | 6      | 0            | 0            | –     | –      | 31    | 6      |
| Ruch Radzionków        | Ogólnie            | Ogólnie            | 42    | 11     | 0            | 0            | 0     | 0      | 42    | 11     |
| GKS Katowice           | 2011/2012          | I liga             | 7     | 0      | 1            | 0            | –     | –      | 8     | 0      |
| GKS Katowice           | Ogólnie            | Ogólnie            | 7     | 0      | 1            | 0            | 0     | 0      | 8     | 0      |
| GKS Tychy              | 2012/2013 j        | I liga             | 10    | 0      | 0            | 0            | –     | –      | 10    | 0      |
| GKS Tychy              | Ogólnie            | Ogólnie            | 10    | 0      | 0            | 0            | 0     | 0      | 10    | 0      |
| Polonia Bytom          | 2012/2013 w        | I liga             | 15    | 3      | 0            | 0            | –     | –      | 15    | 3      |
| Polonia Bytom          | 2013/2014 j        | II liga            | 17    | 7      | 1            | 0            | –     | –      | 18    | 7      |
| Polonia Bytom          | Ogólnie            | Ogólnie            | 32    | 10     | 1            | 0            | 0     | 0      | 33    | 10     |
| Odra Opole             | 2013/2014 w        | II liga            | 13    | 4      | 0            | 0            | –     | –      | 13    | 4      |
| Odra Opole             | Ogólnie            | Ogólnie            | 13    | 4      | 0            | 0            | 0     | 0      | 13    | 4      |
| Energetyk ROW Rybnik   | 2014/2015          | II liga            | 8     | 2      | 0            | 0            | –     | –      | 8     | 2      |
| Energetyk ROW Rybnik   | Ogólnie            | Ogólnie            | 8     | 2      | 0            | 0            | 0     | 0      | 8     | 2      |
| Gwarek Tarnowskie Góry | 2015/2016          | IV liga            | 25    | 6      | 4            | 1            | 2     | 1      | 31    | 8      |
| Gwarek Tarnowskie Góry | 2016/2017          | IV liga            | 25    | 12     | 1            | 0            | 2     | 2      | 28    | 14     |
| Gwarek Tarnowskie Góry | 2017/2018 j        | III liga           | 17    | 13     | 0            | 0            | –     | –      | 17    | 13     |
| Gwarek Tarnowskie Góry | 2018/2019          | III liga           | 32    | 13     | -            | -            | -     | -      | 32    | 12     |
| Gwarek Tarnowskie Góry | 2019/2020          | III liga           | 17    | 3      | -            | -            | -     | -      | 17    | 3      |
| Gwarek Tarnowskie Góry | 2020/2021          | III liga           | 28    | 11     | -            | -            | -     | -      | 28    | 11     |
| Gwarek Tarnowskie Góry | 2021/2022          | III liga           | 29    | 4      | -            | -            | -     | -      | 29    | 4      |
| Gwarek Tarnowskie Góry | Ogólnie            | Ogólnie            | 173   | 62     | 5            | 1            | 4     | 3      | 182   | 65     |
| LKS Bełk               | 2022/2023          | IV liga            | -     | -      | -            | -            | -     | -      | -     | -      |
| Przemsza Siewierz      | 2022/2023 j        | IV liga            | -     | -      | -            | -            | -     | -      | -     | -      |
| Ogólnie w karierze     | Ogólnie w karierze | Ogólnie w karierze | 355   | 107    | 12           | 1            | 18    | 6      | 385   | 113    |